# Reprezentacja Hiszpanii U-17 w piłce nożnej mężczyzn
Reprezentacja Hiszpanii U-17 w piłce nożnej jest juniorską reprezentacją Hiszpanii, sterowaną przez Hiszpańską Federację Piłkarską. Jest powoływana przez selekcjonera, w niej występować mogą wyłącznie zawodnicy posiadający obywatelstwo hiszpańskie i którzy w momencie przeprowadzania imprezy docelowej (finałów Mistrzostw Europy lub Mistrzostw Świata) nie przekroczyli 17 roku życia.

## Sukcesy
- Mistrzostwa Europy Węgry 1985 – 3. miejsce
- Mistrzostwa Europy Grecja 1986 – 1. miejsce
- Mistrzostwa Europy Hiszpania 1988 – 1. miejsce
- Mistrzostwa Europy Dania 1989 – 4. miejsce
- Mistrzostwa Europy Szwajcaria 1991 – 1. miejsce
- Mistrzostwa Europy Szwajcaria 1992 – 2. miejsce
- Mistrzostwa Europy Belgia 1995 – 2. miejsce
- Mistrzostwa Europy Niemcy 1997 – 1. miejsce
- Mistrzostwa Europy Irlandia 1998 – 3. miejsce
- Mistrzostwa Europy Czechy 1999 – 1. miejsce
- Mistrzostwa Europy Anglia 2001 – 1. miejsce
- Mistrzostwa Europy Dania 2002 – 4. miejsce
- Mistrzostwa Europy Portugalia 2003 – 2. miejsce
- Mistrzostwa Europy Francja 2004 – 2. miejsce
- Mistrzostwa Europy Luksemburg 2006 – 3. miejsce
- Mistrzostwa Europy Francja 2007 – 1. miejsce
- Mistrzostwa Europy Francja 2008 – 1. miejsce

## Występy w ME U-17
Uwaga: W latach 1982–2001 rozgrywano Mistrzostwa Europy U-16
- 2000: Nie zakwalifikowała się
- 2001: 1. miejsce
- 2002: 4. miejsce
- 2003: 2. miejsce
- 2004: 2. miejsce
- 2005: Nie zakwalifikowała się
- 2006: 3. miejsce
- 2007: 1. miejsce
- 2008: 1. miejsce
- 2009: Faza grupowa
- 2010: 2. miejsce
- 2011: Nie zakwalifikowała się
- 2012: Nie zakwalifikowała się
- 2013: Nie zakwalifikowała się
- 2014: Nie zakwalifikowała się
- 2015: Ćwierćfinał
- 2016: 2. miejsce
- 2017: 1. miejsce
- 2018: Ćwierćfinał
- 2019: Półfinał
- 2022: Ćwierćfinał